# ويليام جونز (كاتب)
ويليام جونز (بالإنجليزية: William Jenkyn Jones)‏ (و. 1852 – 1925 م) هو كاتب، وقس، من ويلز، توفي عن عمر يناهز 73 عاماً.